# Frida Cartas
Frida Cartas (Mazatlán, Sinaloa, 17 de noviembre de 1979) es una escritora, tallerista y pensadora mexicana reconocida internacionalmente por su obra autobiográfica Transporte a la infancia. 

## Biografía
Radicada en Ciudad de México desde 2005, su infancia y adolescencia transcurrieron en Mazatlán, Sinaloa en casa de sus padres, Lubia y Julián, a lado de sus dos hermanas: Lizbeth y Judith. 
A pesar del apoyo que recibía por parte de las mujeres de su familia, la relación con su padre y la sociedad fue de rechazo debido a su existencia no heteronormada, esta situación junto a la violencia y precariedad de su entorno la llevaría a escribir la que es por el momento su obra más reconocida: Transporte a la infancia, primero publicada de manera independiente en 2020 y después vuelta a editar por el sello Almadía en 2023.
Estudió la carrera de Ciencias de Comunicación y posteriormente la maestría en Ciencias Sociales en la Universidad Autónoma de Sinaloa (UAS), con la que actualmente tiene un conflicto legal derivado de la negación de la UAS por realizar el cambio de identidad de género sin pasar por su proceso burocrático que es violatorio de derechos al exigir una carta notariada o sentencia de juez que “valide” la corrección del acta de nacimiento que fue directamente actualizada en el Registro Civil Federal.
A los 24 años se mudó a Ciudad de México donde se formó como activista y defensora de Derechos Humanos y LGBTQ+.
En 2017 autopublicó Cómo ser trans y no morir asesinada en el intento, obra que da cuenta de su pensamiento político y filosófico en torno a los transfeminicidios a través de ensayos breves basados en su experiencia propia.
Durante 2023 fue invitada a presentar la reedición de su último libro en importantes foros como la Feria Internacional del libro de Guadalajara y la Feria Internacional del libro de Oaxaca.
Actualmente trabaja en su siguiente libro y publica artículos en temas de derechos humanos y género con cierta regularidad.

## Obra
- Cómo ser trans y no morir asesinada en el intento (2017)

- Transporte a la infancia (2020 auto publicación; 2023 Almadía)